# Baldon Brook
Der Baldon Brook ist ein Wasserlauf in Oxfordshire, England. Er entsteht südöstlich von Oxford und fließt in südlicher Richtung bis zu seiner Mündung in den River Thame, westlich von Stadhampton.